# Überschlagsimulator
Unter einem Überschlagsimulator versteht man eine Einrichtung, die es erlaubt, einen Pkw auf den Kopf zu drehen, um das Lösen des Sicherheitsgurtes und das Befreien nach einem Verkehrsunfall zu üben. Insbesondere die Problematik der Orientierung und die notwendigen Abstützkräfte in Verbindung mit der erforderlichen Abrollübung lassen eventuell auftretende Panik-Attacken im Vorfeld vermeiden.
Überschlagsimulatoren werden sowohl zur Ausbildung von Privatpersonen, als auch zur Schulung von Rettungspersonal wie Feuerwehren, Rettungsdiensten etc. benutzt, um eine patientengerechte Rettung aus verunfallten PKW im Vorfeld üben zu können. Die meisten solcher Simulatoren können um 360° gedreht werden. Es kann die Rettung aus sehr schwierigen Lagen simuliert werden. Dies stellt insbesondere für das Rettungspersonal oft ein großes Problem dar, die Patienten möglichst schnell aus dem PKW zu befreien.
In Deutschland gibt es mehrere derartige Simulatoren unterschiedlicher Bauart, die von verschiedenen Betreibern unterhalten werden.

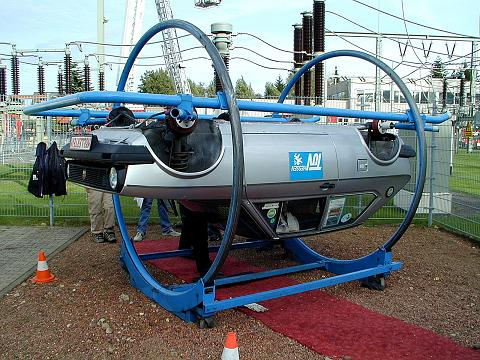
Überschlagsimulator des TÜV
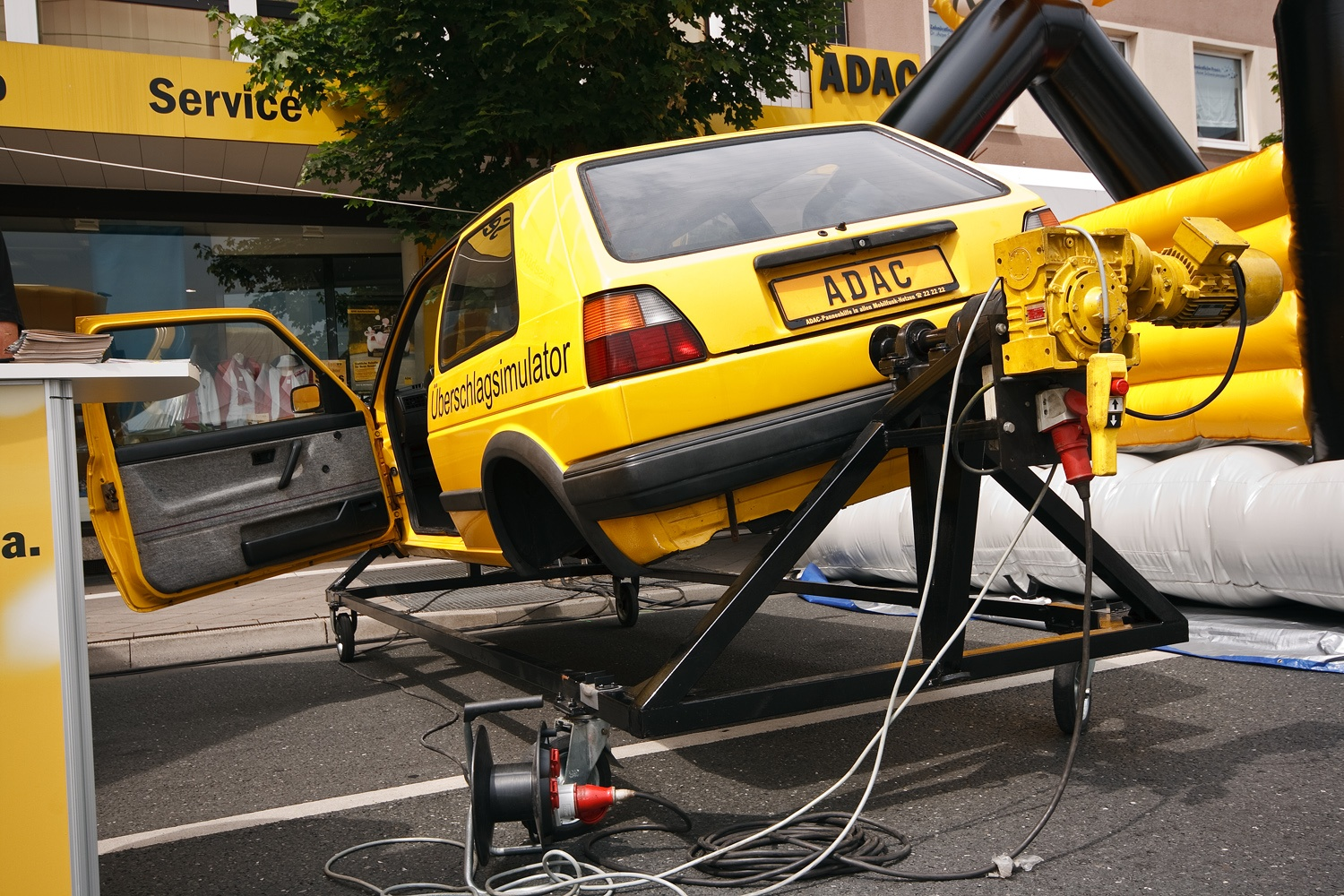
Überschlagsimulator des ADAC